# Sherbournia curvipes
Sherbournia curvipes är en måreväxtart som först beskrevs av Herbert Fuller Wernham, och fick sitt nu gällande namn av Nicolas Hallé. Sherbournia curvipes ingår i släktet Sherbournia och familjen måreväxter. Inga underarter finns listade i Catalogue of Life.